# ایمسوایلر
ایمسوایلر (به آلمانی: Imsweiler) یک شهر در آلمان است که در دنرسبرگکرایس واقع شده‌است. ایمسوایلر ۵۹۳ نفر جمعیت دارد.